# Консорция (биология)
Консо́рция (от англ. consortium «соучастие; сообщество») — структурная единица биоценоза, объединяющая автотрофные и гетеротрофные организмы на основе пространственных (топических) и пищевых (трофических) связей.
Представление о консорциуме как о структурной единице биогеоценоза было сформулировано в отечественной литературе в начале 1950-х годов зоологом В. Н. Беклемишевым (1890—1962): «Каждый организм обычно входит в состав общего биоценоза не сам по себе, а в составе какого-либо консорция, состоящего из одной особи вида — эдификатора консорция и целого ряда особей — эпибионтов и эндобионтов, поселяющихся на теле эдификатора». Близкое, но очень общее определение дано геоботаником Л. Г. Раменским (1884—1953), который под консорцией понимает «сочетание разнородных организмов, тесно связанных друг с другом в их жизнедеятельности известной общностью судьбы».

## Понятие консорции
Популяцию зелёного растения называют ядром или детерминантом консорции, остальные организмы — консортами. Так, в лесном биогеоценозе ядром консорции может быть ель, консортами — различные насекомые, питающиеся за счёт ели, грибы, паразитирующие на ели, птицы, гнездящиеся на ней и т. д. Взаимосвязи между организмами в пределах консорции чрезвычайно разнообразны. В одних случаях консорты связаны с автотрофным растением непосредственно (прямо), в других — опосредованно (косвенно) через других консортов; в одних случаях детерминант консорции является для консорта источником вещества и энергии (наблюдаются так называемые трофические связи), в другом случае он используется как местообитание (топические связи), в ряде случаев имеют место смешанные связи.
Число видов организмов, образующих консорцию, очень велико. В качестве консортов выступают позвоночные и беспозвоночные животные, грибы, бактерии, актиномицеты, простейшие и т. д.